# John Baird (Fußballspieler, 1870)
John Baird (* 20. Februar 1870 in Alexandria; † 31. Juli 1905 ebenda) war ein schottischer Fußballspieler. Der Verteidiger wurde 1894 mit Aston Villa englischer Meister und stand zudem 1892 im Finale des FA Cups.

## Karriere
Baird spielte in seiner schottischen Heimat Alexandria für die lokalen Klubs Vale of Leven Athletic und den FC Vale of Leven, bevor er 1889 nach England wechselte, wo Profifußball – im Gegensatz zu Schottland – bereits erlaubt war. Nach einem kurzen Gastspiel bei Aston Villa wechselte er Mitte 1889 zu Kidderminster Olympic, mit denen er ungeschlagen die neu gegründete Birmingham & District League gewann. Am Saisonende schloss sich Olympic mit dem Vizemeister und Lokalrivalen Kidderminster Harriers zusammen und nahm als vollprofessioneller Klub unter dem Namen FC Kidderminster an der Midland Football League teil. Das Team qualifizierte sich zwar erfolgreich für die Hauptrunde des FA Cups, der Zuschauerzuspruch war aber nicht ausreichend, um einen professionellen Spielbetrieb aufrechtzuerhalten, und so wurde das Team noch während der laufenden Saison im März 1891 wieder aufgelöst.
Baird schloss sich daraufhin erneut Aston Villa an, die ihren Spielbetrieb in der Football League hatten. 1892 stand Baird als rechter Läufer mit Villa im Finale um den FA Cup. Im letzten Pokalfinale, das im Kennington Oval ausgetragen wurde, unterlag er mit seinem Team nach drei Fehlern des unter Bestechungsverdacht stehenden Torhüters Jimmy Warner mit 0:3. In der Liga gelang nach zwei vierten Plätzen 1894 der Gewinn der Meisterschaft, Baird hatte dabei als Verteidiger 29 von 30 Partien bestritten und bildete jeweils entweder mit Jimmy Welford oder James Elliott das Verteidigerpaar. Nachdem er in der Folgesaison wegen des aufstrebenden Howard Spencer nur noch fünf Ligaeinsätze für sich verbuchen konnte, wechselte er in die Second Division zu Leicester Fosse. Dort hatte Baird mit Verletzungsproblemen zu kämpfen und kam in Konkurrenz zu Harry Davy und Harry Bailey zu 13 Saisoneinsätzen. Anschließend kehrte Baird nach Schottland zurück, wo er zunächst für den Glasgower Klub FC Clyde und später wieder für den FC Vale of Leven aktiv war.
Im Juli 1905 starb Baird 35-jährig an einem Herzinfarkt.

## Erfolge
- Englischer Meister: 1893/94
- Englischer Pokalfinalist: 1891/92